# Pau Puigserver Barceló
Fra Pau Puigserver Barceló (1880, Llucmajor, Mallorca - 1934, Waco, Texas, EUA) fou un franciscà mallorquí. Fra Puigserver professà com a franciscà del Tercer Orde Regular de Sant Francesc i s'ordenà prevere el 1905. Entre 1909 i 1914 fou director de la revista El Heraldo de Cristo, que havia fundat el 1909 al Convent de Sant Francesc de Palma, tres anys després de la creació de la comunitat a Palma. Els anys 1924 i 1925 va promoure la construcció de la seu de les Obreres de Sant Josep d'Artà. El 1926 fou destinat als Estats Units, a la ciutat de Waco, on els franciscans havien fundat una missió el 1924. El 1931 promogué la construcció del temple parroquial de Sant Francesc, rèplica de la missió de San José a la ciutat de San Antonio (Texas), el qual fou decorat amb pintures de Pere Barceló. Fou comissari dels Estats Units de la província espanyola del Tercer Orde regular els anys 1928, 1931 i 1934. A Waco fundà i dirigí la publicació El Eco Parroquial. És autor de la melodia de la Cançó dels artaners a Sant Antoni de Pàdua.